# Döbrentei Károlyné Némety Aranka
Döbrentei Károlyné Némety Aranka (Újpest, 1913. április 25. – Budapest, 1987. március 26.) országgyűlési képviselő, a történelmi Újpest város utolsó polgármestere 1948-től annak 1950-es Budapesthez csatolásáig, egyben Magyarország első női polgármestere, később fővárosi, majd legfelsőbb bírósági büntetőbíró.

## Életrajza
Evangélikus családból származott. Hatan voltak testvérek. Apja Némety Sándor szíjgyártósegéd, anyja Kappel Emília háztartásbeli voltak. 1920-ban a család Dégre költözött, Aranka ott végezte el a népiskola hat osztályát, majd munkába állt. 1929-ben költöztek vissza Újpestre, ahol az Egyesült Izzó gyárában lett betanított munkás. 1934-ben ment férjhez Döbrentei Károlyhoz, aki a második világháború után hozzá hasonlóan politikai pályát futott be. Aranka ugyanebben az évben lett a Vörös Segély aktivistája. 1935-ben a gyár szakszervezetének bizalmi embere lett, 1936-től 1944-ig a női szervezőbizottságban dolgozott. 1937-ben életet adott egyetlen gyermekének, illetve felsőbb utasításra belépett a Magyarországi Szociáldemokrata Pártba. 1944-ben csatlakozott az újpesti partizánokhoz akikkel a harcokban is részt vett, valamint a területi kommunista szervezeteknek is tagja lett.
A második világháború magyarországi harcainak lezárulta után, 1945 elejétől a Magyar Nők Demokratikus Szövetsége egyik szervezője lett, valamint márciusban belépett a Magyar Kommunista Pártba, ahol a budapesti pártbizottság nőtitkára és csakhamar a központi vezetőség póttagja is lett. Még ennek az évnek a közepén, június 24-én az Ideiglenes Nemzetgyűlés képviselője lett, októberben pedig az újpesti képviselőtestületbe választották be. Az 1945-ös magyarországi nemzetgyűlési választáson, illetve az 1947-es „kékcédulás" választáson is parlamenti mandátumot szerzett. 
1948. május 12-én nevezték ki az akkor még önálló város, Újpest polgármesterévé, amivel Magyarország első női polgármestere lett. Kinevezése összeférhetetlenség miatt együtt járt parlamenti mandátumának visszaadásával, amit június 15-én jelentettek be a parlamentben. A várost 1950 január elsejével Nagy-Budapesthez csatolták IV. kerület néven, amivel polgármesteri megbizatása megszűnt. Budapest Főváros Tanácsa lakásgazdálkodási osztályának vezetője lett egészen 1957-ig szeptember 2-ig, illetve ezzel párhuzamosan a Fővárosi Tanács végrehajtó bizottságának is tagja lett 1954-ig. Szintén ezidő alatt elvégezte az ELTE Állam- és Jogtudományi Karát levelezőn és a diploma megszerzése után büntetőbíró lett a Fővárosi Bíróságon, majd 1961-től 1970-es nyugdíjazásáig a Legfelsőbb Bíróságon. Az 1960-1970-es években a Magyar Nők Országos Tanácsa végrehajtó bizottságában is helyet kapott, majd az egyik alelnöke is lett. Ekkoriban a Hazafias Népfrontban is szerepet vállalt, a budapesti bizottság tagjaként.